# The Essential Ozzy Osbourne
Albums de Ozzy Osbourne
Live at Budokan
(2002) Prince of Darkness
(2005)
The Essential Ozzy Osbourne est une compilation d'Ozzy Osbourne sortie le 11 février 2003 sous le label Epic Records.
Sur cet album, les chansons qui proviennent des albums Blizzard of Ozz et Diary of a Madman sont les versions remasterisées. Également, aucune chanson de The Ultimate Sin ne se trouve sur cet album.

## Liste des chansons

### Disque un
1. Crazy Train (Ozzy Osbourne, Randy Rhoads, Bob Daisley) - 4:50
  - De Blizzard of Ozz
2. Mr. Crowley (Osbourne, Rhoads, Daisley) - 4:55
  - De Blizzard of Ozz
3. I Don't Know (Live) (Osbourne, Rhoads, Daisley) - 5:00
  - De Tribute
4. Suicide Solution (Osbourne, Rhoads, Daisley) - 4:16
  - De Blizzard of Ozz
5. Goodbye to Romance (Osbourne, Rhoads, Daisley) - 5:32
  - De Blizzard of Ozz
6. Over the Mountain (Osbourne, Rhoads, Daisley, Lee Kerslake) - 4:31
  - De Diary of a Madman
7. Flying High Again (Osbourne, Rhoads, Daisley, Kerslake) - 4:38
  - De Diary of a Madman
8. Diary of a Madman (Osbourne, Rhoads, Daisley, Kerslake) - 6:12
  - De Diary of a Madman
9. Paranoid (Live) (Osbourne, Tony Iommi, Geezer Butler, Bill Ward) - 2:52
  - De Tribute
10. Bark at the Moon (Osbourne) - 4:15
  - De Bark at the Moon
11. You're No Different (Osbourne) - 5:49
  - De Bark at the Moon
12. So Tired (Osbourne) - 4:01
  - De Bark at the Moon
13. Rock 'n' Roll Rebel (Osbourne) - 5:22
  - De Bark at the Moon
14. Crazy Babies (Osbourne, Zakk Wylde, Randy Castillo, Daisley) - 4:14
  - De No Rest for the Wicked
15. Miracle Man (Osbourne, Wylde, Daisley, Castillo, John Sinclair) - 3:44
  - De No Rest for the Wicked
16. Fire in the Sky (Osbourne, Wylde, Daisley, Castillo, Sinclair) - 6:24
  - De No Rest for the Wicked

### Disque deux
1. Breakin' All The Rules (Osbourne, Wylde, Daisley, Castillo) - 5:13
  - De No Rest for the Wicked
2. Mama, I'm Coming Home (Osbourne, Wylde, Lemmy) - 4:11
  - De No More Tears
3. Desire (Osbourne, Wylde, Castillo, Lemmy) - 5:45
  - De No More Tears
4. No More Tears (Osbourne, Wylde, Mike Inez, Castillo, John Purdell) - 7:22
  - De No More Tears
5. Time After Time (Osbourne, Wylde) - 4:20
  - De No More Tears
6. Road to Nowhere (Osbourne, Wylde, Castillo) - 5:09
  - De No More Tears
7. I Don't Want to Change the World (Live) (Osbourne, Wylde, Castillo, Lemmy) - 4:05
  - De Live and Loud
8. Perry Mason (Osbourne, Wylde, Purdell) - 5:53 - Avec Rick Wakeman
  - De Ozzmosis
9. I Just Want You (Osbourne, Jim Vallance) - 4:56 - Avec Rick Wakeman
  - De Ozzmosis
10. Thunder Underground (Osbourne, Wylde, Castillo) - 6:28
  - De Ozzmosis
11. See You on the Other Side (Osbourne, Wylde, Lemmy) - 6:09
  - De Ozzmosis
12. Gets Me Through (Osbourne, Tim Palmer) - 5:04
  - De Down to Earth
13. Dreamer (Osbourne, Marti Frederiksen, Mick Jones) - 4:44
  - De Down to Earth
14. No Easy Way Out (Osbourne, Palmer) - 5:06
  - De Down to Earth